# Trevor Blokdyk
John Trevor Blokdyk (30 de novembro de 1935 – 19 de março de 1995) foi um automobilista sul-africano. Disputou os Grandes Prêmios da África do Sul de Fórmula 1 em 1963 e 1965.

## Fórmula 1
(legenda) 
| Ano  | Nome Oficial da Equipe | Chassis    | Motor              | 1        | 2   | 3   | 4   | 5   | 6   | 7   | 8   | 9   | 10       | Pontos | Posição  |
| ---- | ---------------------- | ---------- | ------------------ | -------- | --- | --- | --- | --- | --- | --- | --- | --- | -------- | ------ | -------- |
| 1963 | Scuderia Lupini        | Cooper T51 | Maserati 6-1500 L4 | MON      | BEL | NED | FRA | GBR | GER | ITA | USA | MEX | RSA 12 D | 0      | NC (31º) |
| 1965 | Trevor Blokdyk         | Cooper T59 | Ford 109E L4       | RSA NQ D | MON | BEL | FRA | GBR | NED | GER | ITA | USA | MEX      | -      | -        |